# Partij van de Eenheid
De Partij van de Eenheid was een Nederlandse islamitische politieke partij. Tijdens de gemeenteraadsverkiezingen van 2014 behaalde de partij één raadszetel in Den Haag. De partij kende een islamitische grondslag, maar noemde zichzelf geen moslimpartij. Op 16 maart 2022 werd de partij opgeheven.

## Geschiedenis
De Partij van de Eenheid is mede opgericht door Abderazaq Khoulani. Khoulani, een Marokkaans-Nederlandse verzekeringsadviseur, was eerder raadslid bij de Islam Democraten (ID). Hij verweet het verenigingsbestuur een gebrek aan democratische waarden en bekritiseerde de wijze waarop de nieuwe kandidatenlijst voor de gemeenteraadsverkiezingen werd samengesteld. De raadsfractie van de ID nam de beslissing zelfstandig verder te gaan.
Khoulani ging verder als Lijst Khoulani en richtte de Partij voor Islamitische Democraten (PID) op, waarmee hij aan de gemeenteraadsverkiezingen had willen deelnemen. Het centraal stembureau van Den Haag vond die naam echter te veel op Islam Democraten lijken. Uiteindelijk nam Khoulani met de Partij van de Eenheid deel aan de Haagse gemeenteraadsverkiezingen, naast de ID en de Nederlandse Moslim Partij. Op 3 maart 2010 lukte het zowel de Islam Democraten als de nieuwe partij van voormalig ID-raadslid Khoulani om genoeg stemmen te behalen voor een zetel in de Haagse gemeenteraad. Daarmee werd Den Haag dat jaar de enige Nederlandse gemeente met twee islamitische raadsfracties.
In september 2013 sloot oud-PVV raadslid Arnoud van Doorn, die zich had bekeerd tot de islam en een duo-lijsttrekkerschap voerde, zich aan bij Khoulani. Van Doorn had zich in januari 2012 afgesplitst van de PVV-fractie en ging verder als 'Onafhankelijk Den Haag'. Daarvoor, in 2006, stond Van Doorn verkiesbaar op plek 9 namens de Partij voor Nederland. In 2014 behaalde de PvdE tijdens de Haagse gemeenteraadsverkiezingen één zetel. Sinds 2018 is Van Doorn gemeenteraadslid na de lijst te hebben aangevoerd tijdens de gemeenteraadsverkiezingen dat jaar.

### Landelijke verkiezingen
In maart 2014 liet de partij weten mee te willen doen aan de Tweede Kamerverkiezingen van 2017, maar dit kwam er uiteindelijk niet van. Bij de Tweede Kamerverkiezingen van 2021 probeerde de partij weer in de Tweede Kamer, met Arnoud van Doorn als lijsttrekker. De partij haalde 804 stemmen, te weinig voor een zetel. 

## Standpunten
De standpunten van de Partij van de Eenheid zijn gebaseerd op de islam. Ze stelt op te komen voor minderheden en het welzijn van dieren. De partij stelt tegen discriminatie van homoseksuelen te zijn, maar de 'homoseksuele daad' te verwerpen.